# Morrinhos do Sul
Morrinhos do Sul là một đô thị thuộc bang Rio Grande do Sul, Brasil. Đô thị này có diện tích 165,44 km², dân số năm 2007 là 3241 người, mật độ 19,59 người/km².